# Atəşgah
Atəşgah nebo Atešgah (ázerbájdžánsky Atəşgah, anglicky Atashgah), někdy též Chrám věčného ohně (anglicky Fire Temple of Baku), se nachází v městské části Baku – Suraxanı asi 15 km od centra.
Název Atešgah v překladu znamená „místo“ nebo „domov ohně“. Pochází ze 17. až 18. století. Historické kořeny této stavby spadají do dob Zoroastrismu, chrám byl vybudován uctívači ohně, kteří tuto zemi považovali za svatou.
Celé okolí je známo naprosto unikátním přírodním fenoménem – ohněm, který hoří přímo ze země. Dominantou tohoto místa je Hinduistický chrám, kde uprostřed plane "věčný oheň" a dříve se zde odehrávaly náboženské rituály. V okolních budovách se nacházejí malé místnosti mnichů "dervišů" – uctívačů ohně, kteří věřili, že tento oheň má zázračnou duchovní sílu a tuto víru si přinesli z Indie. Důkazem toho jsou i hinduistické nápisy na zdech. V dnešní době se již chrám k bohoslužbám neužívá, slouží jako muzeum. I původ tajuplného ohně je již objasněn – oheň stále hoří díky zemnímu plynu, který v místě chrámu a na dalších místech Apšeronského poloostrova proudí ze zemních otvorů.